# Купле, Дина
Дина Купле (латыш. Dina Kuple; 1 апреля 1930 — 1 мая 2010) — советская и латвийская актриса. Народная артистка Латвийской ССР (1971).

## Биография
Дина Купле родилась 1 апреля 1930 года в Риге, в семье учителя Арвида Куплиса.
Училась в средней школе небольшого латвийского посёлка Алсунга, недалеко от Кулдиги. Окончила театральный факультет Латвийской государственной консерватории им. Я. Витола (1955).
Актриса театра Дайлес (1955—1977), Государственного театра юного зрителя Латвийской ССР (1955—1990). В связи с реорганизацией Молодёжного театра, вернулась в Театр Дайлес, на сцене которого продолжала выступать с 1991 года.
Творчеству актрисы посвящён телевизионный фильм, снятый режиссёром Вией Бункой в 1980 году. Сюжет о Дине Купле вошёл во второй номер киножурнала «Padomju Latvija» 1981 года.
Обладательница почётной театральной премии имени Берты Румниеце (1993). За многолетнюю творческую деятельность награждена высшей латвийской наградой — орденом Трёх звёзд (2008).
Была замужем за видным музыкантом, дирижёром Эдгаром Тонсом (1917—1967).
Ушла из жизни 1 мая 2010 года, похоронена на рижском Лесном кладбище.

## Признание и награды
- 1965 — Заслуженная артистка Латвийской ССР
- 1971 — Народная артистка Латвийской ССР
- 1986 — Орден Дружбы народов
- 1993 — Премия им. Б. Румниеце
- 1995 — Почётная грамота Кабинета Министров Латвии[3]
- 2000 — Почётная грамота Кабинета Министров Латвии[4]
- 2008 — Офицер ордена Трёх звёзд

## Творчество

### Роли в театре

#### Театр Дайлес
- 1955 — «Лето младшего брата» Гунара Приеде — Эрика
- 1956 — «Хотя и осень» Гунара Приеде — Элга
- 1958 — «Девушка Нормунда» Гунара Приеде — Гундега
- 1958 — «Так начинался день» Я. Лусиса — Зайза
- 1958 — «Сага о Йёсте Берлинге» Сельмы Лагерлёф — Слота
- 1958 — «Добрый человек из Сычуани» Бертольта Брехта — Шен Те
- 1959 — «Юстина» Хеллы Вуолийоки — Рика
- 1959 — «Положительный образ» Гунара Приеде — Пайя Пазаре
- 1960 — «Первый бал Вики» Гунара Приеде — Виктория
- 1960 — «Война и мир» по роману-эпопее Л. Н. Толстого — Наташа Ростова
- 1961 — «Каса маре» Иона Друцэ — Софика
- 1961 — «Лесная загадка» Лилиан Хеллман — Берди Бегтри
- 1964 — «Тополёк мой в красной косынке» по повести Чингиза Айтматова — Асель
- 1965 — «По дороге китов» Гунара Приеде — Визма
- 1965 — «Огонь и ночь» Райниса — Спидола
- 1966 — «Дикарка» Жана Ануя — Тереза
- 1967 — «Мотоцикл» драматическая постановка Петериса Петерсона по произведениям Иманта Зиедониса — Маргарита
- 1969 — «Идиот» по Ф. М. Достоевскому — Настасья Филипповна
- 1970 — «Стена» Я. Марцинкевича — Марсель
- 1971 — «Немного о женщине» Эдварда Радзинского — Ирина
- 1973 — «Ночь игуаны» Теннесси Уильямса — Ханна
- 1977 — «Приходи на лестницу играть» Гунара Приеде — Анита

После возвращения:
- 1991 — «Летиса и милашки» П. Шефера — Шарлотта Шенна
- 1993 — «Мышьяк и старинные кружева» Дж. Кессельринга — Эбби Брустер
- 1994 — «Стальные магнолии» Роберта Харлинга — Клэр
- 1995 — «Монолог Исабели, которая смотрит на дождь в Макондо» Габриэля Гарсиа Маркеса — Петра
- 1997 — «Фиолетовое махровое полотенце» Гунара Приеде — Бирута
- 1998 — «Вей, ветерок!» Райниса — Орта
- 1999 — «Образ мастера» Пера Улова Энквиста — Сельма Лагерлёф

#### Государственный театр юного зрителя Латвийской ССР
- 1975 — «Иванов» А. П. Чехова — Анна Петровна (приглашённая актриса)
- 1978 — «Бастард» Петериса Петерсона — Агнес
- 1979 — «Пер Гюнт» Генрика Ибсена — Озе
- 1980 — «Разговор в семействе Штейн об отсутствующем господине фон Гёте» Петера Хакса — Шарлотта фон Штейн
- 1983 — «Полна Мары комнатка» Мары Залите — Мара
- 1983 — «Разъярённый червь» Гунара Приеде — Сибилла
- 1984 — «Лес» Александра Островского — Гурмыжская
- 1985 — «Центрифуга» Гунара Приеде — Ирма

## Фильмография
- 1957 — Наурис — Лиепа
- 1967 — Дышите глубже — Анита Сондоре
- 1970 — Рыцарь королевы — мать Эрика
- 1970 — Клав — сын Мартина — Тилла
- 1972 — Илга-Иволга — Кристина
- 1973 — Ключи от города — Аустра
- 1976 — Под опрокинутым месяцем — жена Валдиса
- 1979 — Три минуты лёта — Магда
- 1979 — Ранняя ржавчина — мать Элзы
- 1982 — Забытые вещи — мать Сергея
- 1985 — Проделки сорванца — Креса-Майя